# Gerbilliscus leucogaster
Gerbilliscus leucogaster is een zoogdier uit de familie van de Muridae. De wetenschappelijke naam van de soort werd voor het eerst geldig gepubliceerd door Peters in 1852.